# نجیب میقاتی
نجیب عزمی میقاتی (زادهٔ ۲۴ نوامبر ۱۹۵۵ در طرابلس)، سیاستمدار و بازرگان لبنانی است. وی سابقه سه دوره نخست‌وزیری در سال‌های ۲۰۰۵، از ۲۰۱۱ تا ۲۰۱۴ و از ۲۰۲۱ تا ۲۰۲۵ و نیز ریاست‌جمهوری موقت لبنان از ۲۰۲۲ تا ۲۰۲۵ را دارد.

## سیاست
وی رهبری جنبش مجد را بر عهده دارد که دو کرسی در پارلمان لبنان در اختیار دارد.
وی در سال ۲۰۰۵ در دوران ریاست‌جمهوری امیل لحود به مدت حدود ۳ ماه از ۱۵ آوریل تا ۱۹ ژوئیه نخست‌وزیری لبنان را پس از عمر کرامی و قبل از فؤاد سنیوره بر عهده داشت. وی بار دیگر در ۲۵ ژانویه ۲۰۱۱ به عنوان کاندیدای ائتلاف ۸ مارس مسئول تشکیل کابینهٔ لبنان شد.

## تجارت
میقاتی شرکت مخابراتی «اینوست‌کام» را به همراه برادرش طه در اوج جنگ داخلی ۱۹۸۲ لبنان تأسیس کرد و توانست بازار خوبی در سودان، لیبریا و یمن بیابد و در ژوئن ۲۰۰۶ این مجموعه را به ام‌تی‌ان آفریقای جنوبی به مبلغ ۵٫۵ میلیارد دلار فروخت. نشریهٔ فوربس ثروت وی را در سال ۲۰۰۸ حدود ۲٫۶ میلیارد دلار برآورد کرده و او را در رده چهار صد و چهل و ششم ثروتمندترین انسان‌های دنیا قرار داده است.

## تحصیلات
میقاتی تحصیلات دانشگاهی خود را در رشتهٔ ام‌بی‌ای در دانشگاه آمریکایی بیروت گذرانده و دوره‌هایی را نیز در آکادمی اروپایی مدیریت در فرانسه و دانشگاه هاروارد در آمریکا گذرانده است.